# Adolf Heinrich von Arnim-Boitzenburg

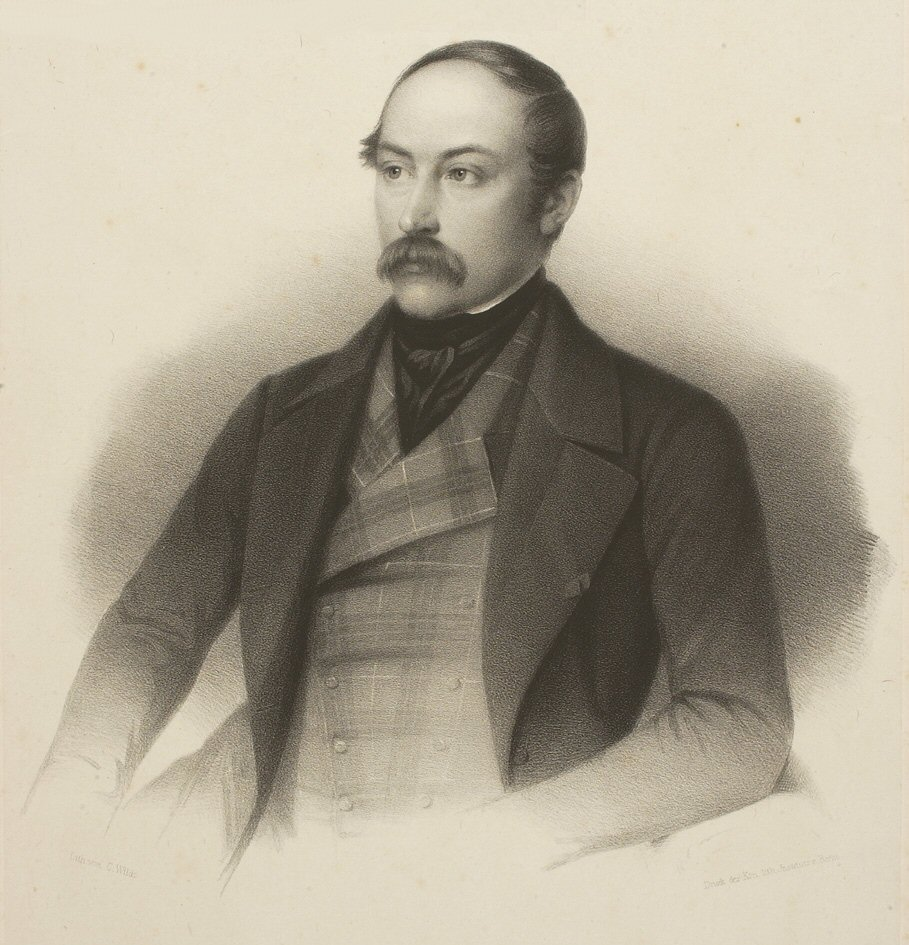
Adolf Heinrich von Arnim-Boitzenburg.

Adolf Heinrich von Arnim-Boitzenburg, född den 10 april 1803 i Berlin, död den 8 januari 1868 på Boitzenburg, var en preussisk greve och statsman.
Arnim befordrades på ämbetsmannabanan från den ena betydande platsen till den andra, tills han 1842 utnämndes till inrikesminister. Som sådan betraktades han som en av ledarna för det repressiva system Fredrik Vilhelm IV då följde. I verkligheten ville han dock vinna 
kungen för förverkligandet av den preussiska regeringens 1815 givna löfte att införa en representativ författning. Arnim lär till och med ha utarbetat ett förslag till en sådan. Då han emellertid insåg, att han inte förmådde göra sin mening i detta avseende gällande, begärde och erhöll han sitt avsked, 1845. När Fredrik Vilhelm till följd av marsrevolutionen 1848 nödgades ändra sin politik, kallades Arnim till konseljpresident i den nya ministären, men måste i brist på medverkan från de liberalas sida avgå redan efter tio dagar (den 29 mars). Som medlem av 1849 års båda nationalförsamlingar tog han en verksam del i det då pågående författningsarbetet. År 1854 upphöjd till ärftlig ledamot av herrehuset, var han där till sin död en kämpe för de konservativt konstitutionella åsikterna.  